# Шевчук, Юрий Юлианович
Ю́рий Юлиа́нович Шевчу́к (род. 16 мая 1957, Ягодное, Магаданская область, РСФСР, СССР) — советский и российский рок-музыкант, певец, автор песен, поэт, актёр, художник, продюсер, общественный деятель. Народный артист Республики Башкортостан (2003). Основатель, лидер и единственный бессменный участник рок-группы «ДДТ». Создатель и руководитель ТОО «Театр ДДТ».
Свои ранние песни Шевчук писал под влиянием отечественных бардов, в первую очередь Владимира Высоцкого, Булата Окуджавы и Александра Галича, а также русских поэтов Серебряного века — Сергея Есенина, Осипа Мандельштама и других. Шевчук продолжал развивать тематику песен Высоцкого, за что их до сих пор нередко сравнивают. Основной тематикой творчества Шевчука является гражданственно-патриотическая лирика, призыв к нравственному самосовершенствованию, отказу от насилия и преодолению ненависти, а также социальная сатира и протест.
С середины 2000-х участвует в несистемном (непарламентском) российском оппозиционном движении, что нашло отражение в его творчестве.

## Биография

### Детство и юность
Родился 16 мая 1957 года в посёлке Ягодное в украинско-башкирской семье. Отец — Юлиан Сосфенович Шевчук (21 сентября 1924, Лабунь — 6 января 2013), крупный функционер КПСС, работник Министерства Торговли СССР по госзакупкам, мать — Фания Акрамовна Шевчук (в девичестве — Гареева) (20 мая 1925 — 9 августа 2019, Уфа). Семью деда Сосфена Ивановича, офицера царской и петлюровской армий, раскулачили и выслали с территории нынешней Хмельницкой области.
Основным увлечением Шевчука до шести лет было рисование, которое он продолжил после переезда семьи в 1964 году в Нальчик. Параллельно учёбе в школе и прежнему увлечению брал частные уроки музыки.
В 1969 году семья переехала в Уфу в центр города на ул Ленина, 43, кв. 60. Свои навыки художника и начинающего музыканта Шевчук развивал в изостудии при Дворце пионеров имени В. Н. Комарова и школьном ансамбле — «Вектор». Шевчук самостоятельно учился играть на музыкальных инструментах — освоил баян и гитару, а его рисунки неоднократно получили награды на различных конкурсах, в результате чего он задумался о своей будущей судьбе профессионального художника.
В восьмом классе Шевчук нарисовал на своей футболке распятие и написал «Иисус был хиппи». За хождение в этой футболке по городу его задержала милиция. На школьных танцах исполнял песни группы «Цветы» (руководитель Стас Намин).
После окончания школы в 1975 году Шевчук поступил на художественно-графический факультет Башкирского государственного педагогического института. Знакомится с художником Яном Крыжевским. В институтской среде он был душой компании, активно участвовал в студенческом театре. В это же время начал разрываться между музыкой и живописью. Побеждает «болезнь» новым увлечением — только что вошедшим в моду рок-н-роллом. Группа исполняла кавер-версии западных рок-групп.
Получив диплом художника, Шевчук попал по распределению на три года в сельскую школу в башкирский посёлок Иглино. Давал уроки рисования и параллельно играл в группах «Вольный ветер» и «Калейдоскоп», выступал на школьных вечерах, праздниках в домах культуры. За свои первые музыкальные опыты Шевчук получил приз на конкурсе авторской песни.
В то время он столкнулся с первой критикой властей за преобладание в репертуаре музыкантов ритмов рок-н-ролла, который в конце 70-х годов XX века признавался чуждым явлением в советской культуре.
После окончания положенного для молодого специалиста срока работы в 1980 году Шевчук вернулся к родителям в Уфу и познакомился с религиозным диссидентом Борисом Развеевым, который давал ему читать Евангелие и запрещённые книги Александра Солженицына и Джорджа Оруэлла.

### 1980-е годы
В конце 1979 года по рекомендации общего знакомого Шевчук был приглашён в тогда ещё безымянную группу, которая репетировала в местном ДК «Авангард». Так в 1980 году появилась рок-группа, которая позже стала известна как «ДДТ». На тот момент Шевчук был начинающим бардом. Его товарищи выступали на студенческих вечерах, в ресторанах, кинотеатрах и домах культуры. Они записали свой первый магнитоальбом из семи песен, известный сегодня под названием «ДДТ-1». Репертуар группы балансировал между популярными в те годы хард-роком, рок-балладами, ритм-энд-блюзом и рок-н-роллом, почти сразу в песнях проявились фольклорные интонации.
В 1980 году за избиение капитана милиции Шевчук был приговорён к 15-ти суткам ареста, ему грозила уголовная ответственность. По словам Шевчука, его «отмазал» отец, позже он сказал: «Я о многом подумал. Я оттуда вышел лучше».
В 1982 году Шевчук приехал в Горький, чтобы встретиться с находившимся там в ссылке Андреем Сахаровым, но его не пропустили к нему домой.
В 1982 году «Комсомольская правда» объявила первый всесоюзный конкурс «Золотой камертон», в котором принимали участие группы со всей страны, присылая свои записи. Группа Шевчука прошла первый тур и, когда возникла необходимость в официальном названии коллектива, родилось название «ДДТ». А группа стала лауреатом этого конкурса с песней «Не стреляй».

О. ЖУРАВЛЁВА: В каком году вы написали песню «Не стреляй»?
Ю. ШЕВЧУК: В 1980. Первый гроб мы получили из Афганистана, мой друг Игорь Тябин привёз, мой одноклассник, который там служил лейтенантом с первых дней войны. Он привёз первые гробы в Уфу, я там тогда жил. Мы всю ночь тогда с ним проговорили. А у нас тогда «дули по ящику», что мы там детские сада строим… А на самом деле там война была. Друг всю ночь мне рассказывал об этой войне. Мы выпивали, а наутро как-то написалась, вышла из меня эта песня.

На «Камертоне» Шевчук познакомился с ещё одними конкурсантами, череповецкой группой «Рок-сентябрь», которая располагала уникальным по тем временам арсеналом технических средств и предложила записаться вместе. В начале 1983 года, записав акустический альбом «Я уезжаю» в радиоузле Дворца культуры «Нефтяник», Шевчук отправился в Череповец, но в планах лидеров «Рок-сентября» были записи идеологически проходных песен в духе «Землян» и трудоустройство в одну из провинциальных филармоний. После двухмесячных конфликтов Шевчук и Сигачёв с помощью музыкантов «Рок-сентября» и их звукорежиссёра Юрия Сорокина записали альбом, который получил название «Компромисс» (1983). Записи быстро разошлись по стране, впервые поставив имя «ДДТ» и Шевчука на один уровень со звёздами ленинградского рок-клуба.

### Запрет концертов в Уфе
В 1984 году после выхода альбома «Периферия», в котором Шевчук рисует не особо привлекательную картину жизни в глубинке, отношения с властями снова складываются неудачно. Концерты несколько раз запрещают, но это лишь прибавляло молодым музыкантам популярности среди слушателей. В итоге Шевчука вызывают в местные отделения КГБ СССР и ВЛКСМ и предлагают во избежание более серьёзных неприятностей покинуть Уфу. В подтверждение тому в прессе начинается травля Шевчука, которого даже называют «агентом Ватикана» за текст песни «Наполним небо добротой», а группе запрещают записываться на студиях. Шевчука исключили из ВЛКСМ. Некоторые поклонники (в том числе и будущая жена Шевчука— Эльмира) собирали подписи в поддержку группы.
Вначале музыканты переехали в Свердловск, где Шевчук играл в группе «Урфин Джюс» на танцах, но вскоре ему пришлось уехать и оттуда. Шевчук колесит по стране, выступает на квартирах друзей. Так в марте 1985 года с ещё никому не известным Александром Башлачёвым Шевчук сыграл на полулегальном концерте в 6 аудитории Ленинградского ветеринарного института (Московский пр. д. 99) в Ленинграде — чудом сохранившаяся запись этого концерта в 1995 году была опубликована под названием «Кочегарка».
В 1985 году Шевчук часто бывает в Москве и опять играет на квартирниках — соло или дуэтом со скрипачом, гитаристом и певцом Сергеем Рыженко. Один из таких концертов был записан и позднее разошёлся по стране как альбом «Москва. Жара» (1985).

### Ленинградский период. Взлёт популярности
В ноябре 1985 года Шевчук окончательно переезжает с семьёй в Ленинград, где, как и многие представители его поколения — молодые рок-музыканты и художники, он работает дворником, кочегаром, ночным сторожем и активно пишет песни. В канун нового 1987 года Шевчук собирает новый состав «ДДТ»: Шевчук, Андрей Васильев (гитара), Вадим Курылёв (бас-гитара, вокал) и Игорь Доценко (барабаны). По сути это была уже другая группа; из уфимского ДДТ остался только Сигачёв, но и он скоро ушёл.

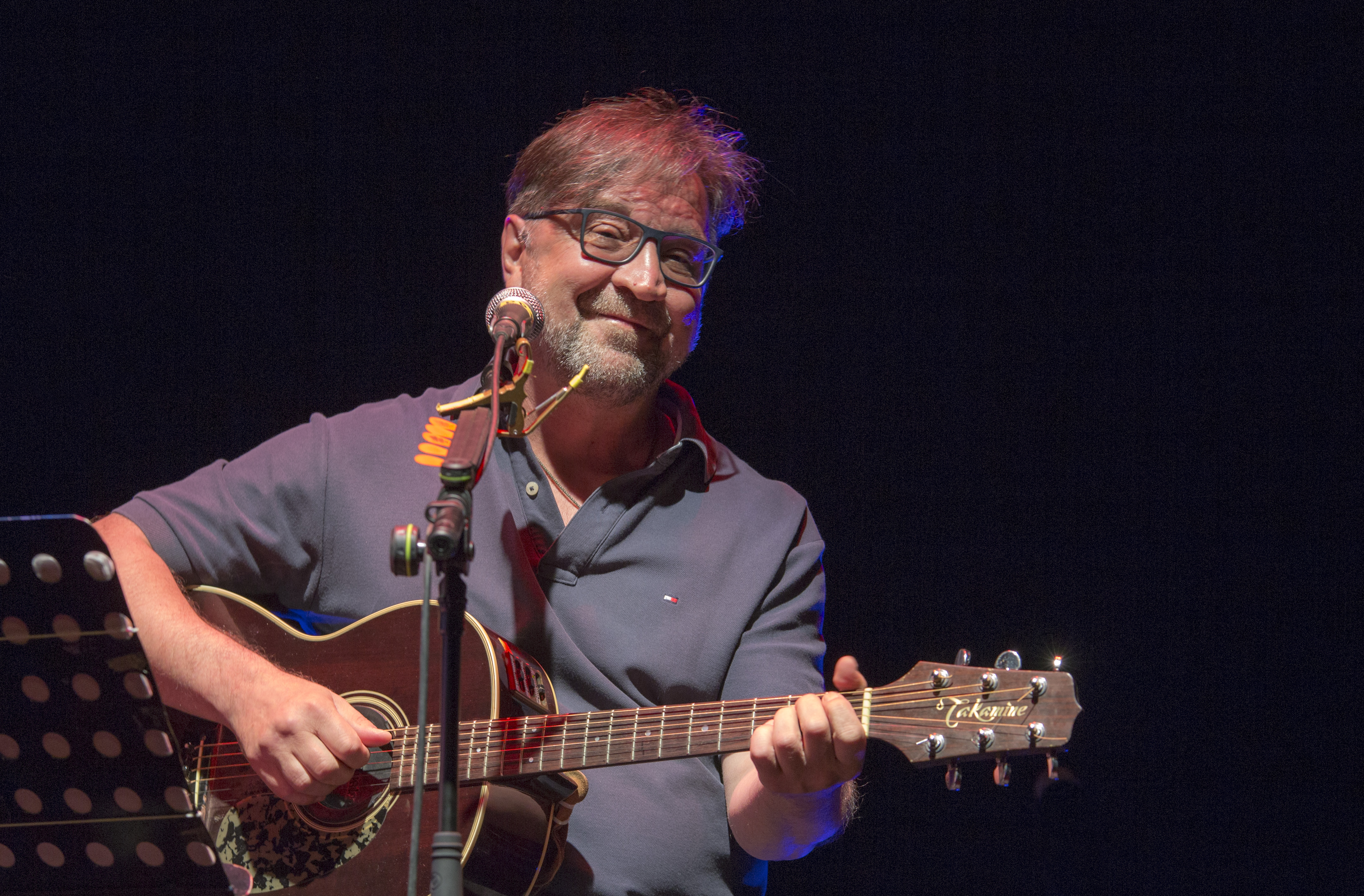
На концерте в Израиле, 2017

Весной 1987 года «ДДТ» представляют свою концертную программу на V Ленинградском Рок-фестивале, где ДДТ признают главным открытием фестиваля. В том же году Шевчук играет на видеофестивале «Рок-87», рок-фестивале в Шушарах «Рок-Нива» (май), на всесоюзных рок-фестивалях в подмосковной Черноголовке (июнь) и Подольске (сентябрь).
Фестиваль «Рок-Нива» был организован звукорежиссёром Андреем Тропилло с 16 по 22 мая 1987 года с целью записать и отснять как можно больше материала. Ему удалось пригнать в Шушары лучшую в Союзе передвижную студию звукозаписи MCI (она же «Тонваген»). Решением властей видеосъёмка в последний момент была отменена. Увековечить хотели не только будущих монстров рока. Например, на сцене «Рок-нивы» состоялся дебют группы «Корпус-2». Из знаменитых групп в Шушарах повезло коллективу «Ноль», получившему половину диска «Школа жизни», «Телевизору», записавшему концертный бутлег «Музыка для мёртвых», а также Аукцыону, увековечившему концертную программу «Рио-де-Шушары». Но больше всех повезло «Алисе», которая на выходе получила альбом «БлокАда» и группе ДДТ, записавшей концертную версию «Оттепели». Обеим командам также повезло и с видео, равно как и «Зоопарку». Предположительно, что именно с фестиваля в Шушарах началась дружба Константина Кинчева и Шевчука. В программе «Нашего радио» «Летопись» Константин Кинчев вспоминал, что впервые представил публике «Тоталитарный рэп» за кулисами фестиваля в Шушарах, районе, известном своей колонией строгого режима. Музыканты праздновали день рождения Шевчука (16 мая 1987 года, 30-летие музыканта), который представил коллегам новую песню «Революция». В ответ лидер «Алисы» прочитал свой рэп. Константин Кинчев:
Не помню я, когда мы с ним познакомились. Был вот момент, что мы в Шушарах. Вот там первое совместное распитие и произошло, у Шевчука был день рождения. Да, вот, когда фестиваль этот был, мы сидели в беседке с Рикошетом, подошёл Шевчук, сказал, что у него день рождения, проставился, у нас с Рикошетом тоже с собой было. И мы замечательно выпили, потом даже... что-то нахулиганили. Шевчук тогда написал песню «Революция», кстати, мне она очень нравится до сих пор, а я тогда написал «Тоталитарный рэп». Вот так мы, так сказать, делились.
Летом 1988 года «ДДТ» повторяет свой успех на очередном VI фестивале рок-клуба, триумфально проезжает с концертами по всей стране от Балтики до Камчатки и записывает альбом своих лучших песен «Я получил эту роль» 1980-х для ленинградского отделения фирмы «Мелодия» — это был первый опыт работы в настоящей студии. Во время работы над альбомом к группе присоединился знаменитый джазовый саксофонист-флейтист Михаил Чернов.
В 1990 году выходит фильм «Духов день» с Шевчуком в главной роли.

### 1990-е годы

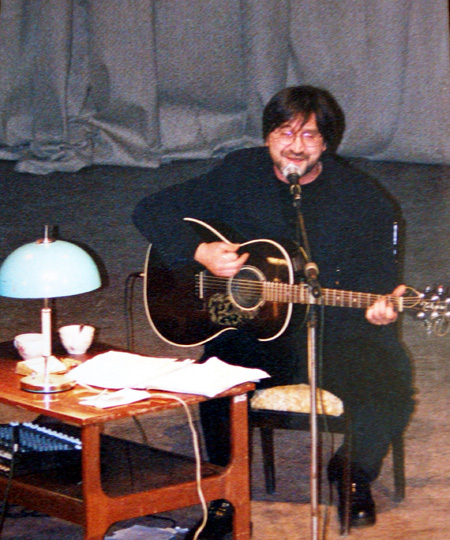
Шевчук с сольным акустическим концертом в Барнауле

Начало 90-х годов изменило расстановку сил на сцене, что отражалось и на моделях поведения отечественных рок-музыкантов; известно, например, что Шевчук открыто конфликтовал с Николаем Расторгуевым (как представителем коммерческого направления в музыке) на презентации «Чёрного альбома» группы «Кино» в январе 1991 года. Культовые фигуры рок-движения страны становятся менее агрессивны в своих стихах, музыке, чем поп-музыканты, которые в это время занимают основные концертные площадки страны. Но Шевчук и его группа «ДДТ» продолжает свой курс, записывая новые песни и альбомы — лирические, философские, социальные. В 1992 году жена и вдохновительница Шевчука Эльмира умирает от опухоли мозга.
С этого времени основная цель Шевчука — проведение больших концертных программ («Черный Пёс Петербург», «От и до» и др.). 20 мая 1993 года, в честь дня рождения Санкт-Петербурга, группа дала открытый концерт на Дворцовой площади, на котором присутствовало 120 тысяч человек. Тем же летом группа приняла участие в международном фестивале «Белые ночи Санкт-Петербурга» в Берлине, а осенью была удостоена престижной музыкальной премии «Овация» как лучшая рок-группа года, а Шевчук был признан лучшим рок-певцом года.
В то же время Шевчук остро реагирует на события в стране — Августовский путч и распад СССР в 1991 году (песни «Предчувствие гражданской войны» и «Пластун»), вооружённое противостояние в Москве в октябре 1993 года (песня «Правда на правду»), войну в Чечне и старается быть всегда в центре событий, часто выступает с критикой российских властей, даёт интервью на острые социальные темы. В 1995 году состоялась поездка Юрия Шевчука в Чечню. Он беседует с солдатами в блиндажах и укрытиях, выступает с акустическими концертами, несколько раз попадает под обстрел. В этой поездке Шевчук делает трагическую по своей сути видеосъёмку, где просит солдат представиться и назвать свой родной город. Через несколько лет стало известно, что из двух десятков парней, увековеченных на плёнке, с войны вернулся только один.

Мы дали три больших концерта в Чечне: в Ханкале, в Грозном и аэропорту «Северном». Была нелётная погода, поэтому мы сформировали колонну и пошли на Моздок. Перед нами шёл «Урал» без охраны, который и был обстрелян. Водитель тяжело ранен. Мы там простояли часа два, пока местная комендатура прочёсывала кусты, дома. Потом тронулись дальше. Кто-то пустил слух, что именно нас обстреляли. Наши родные места себе не находили, а сообщить им мы ничего не могли, так как связи не было. Концерты у нас прошли благополучно. Мы ездили туда, как простые граждане, нас не ангажировала никакая партия. Мы хотели поддержать мир, потому что рок-н-ролл всегда «рубился» за это. На концертах была и чеченская сторона, и российская, с оружием, но они не стреляли друг в друга. Этого мы и добивались. Это было здорово.
— Интервью с Ю. Шевчуком. // Молодёжь Молдовы. — 1996. —  23 ноября.

Есть у меня одна песня «чеченская», от души. «Мёртвый город. Рождество». Это о рождественских днях в Грозном.
Был такой момент, когда утром после ночного артобстрела выпал снег. Я вышел на улицу из подвала, весь в пыли. Тишина. Развалины медленно покрываются, как саваном, белым снегом… А наутро выпал снег…
— 
После подписания Хасавюртовского договора о мире Шевчук провёл концерт на стадионе «Динамо» в Грозном осенью 1996 года для жителей Чеченской республики. Это был его ответ на критику Бориса Гребенщикова, который высказывался против того, что российские музыканты выступают перед солдатами в Ханкале, когда они должны также петь и для людей в Чечне.
1990-е годы обернулись для Шевчука не только болью, но и успехом. В составе группы «ДДТ» были записаны альбомы: «Оттепель» (1990), «Пластун» (1991), «Актриса Весна» (1992), «Чёрный пёс Петербург» (1994), «Это всё...» (1994), «Любовь» (1996), «Рождённый в СССР» (1997), «Мир номер ноль» (1999). Песня «Что такое осень» из альбома «Актриса Весна» вошла в хит-парад 100 лучших песен XX века «Нашего Радио» «Всё наше навсегда», заняв в нём второе место.
Кроме туров по стране, Шевчук в это время часто гастролирует за рубежом. Германия, США, Австралия, Венгрия, Франция, Япония, Англия, Канада, Израиль, страны СНГ — везде концерты проходят с большим успехом.
Став к середине 90-х годов признанным мэтром российской рок-музыки, Шевчук продолжает поддержку молодых коллективов и исполнителей. Вместе с друзьями он организует большие фестивали, на которые приглашает талантливых музыкантов, отобранных ими во время гастролей по стране. Результатом фестиваля становятся записи дисков — сборников песен лучших групп на собственном лейбле «ДДТ». Таким образом, молодые музыканты получали возможность заявить о себе широкой общественности.

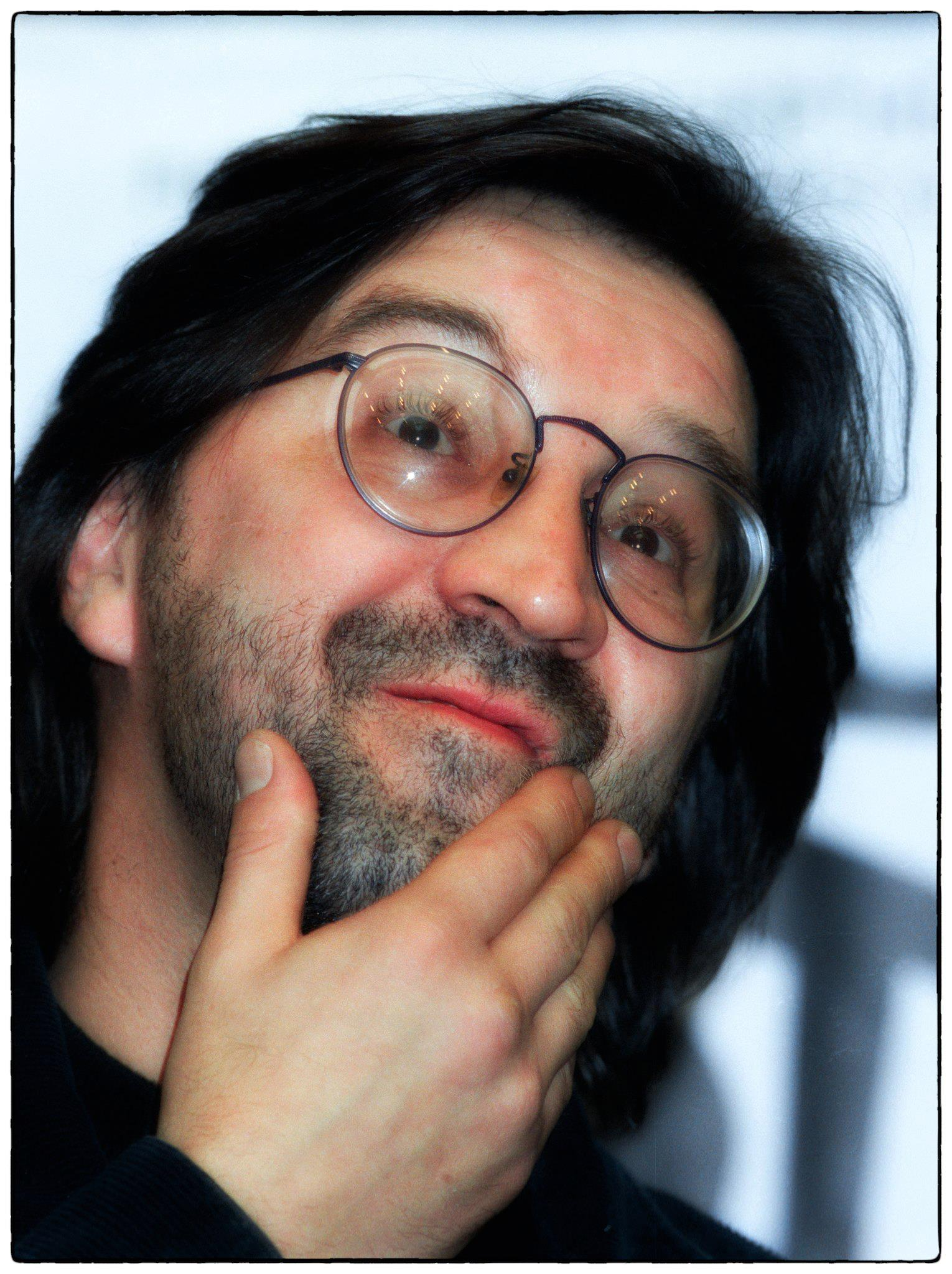
В 1999 году

Другая сторона музыкальной деятельности Шевчука — непримиримая борьба с поп-исполнителями, которая выражается в исполнении песен «Фонограммщик» и «Попса», публикациях в СМИ критических интервью и заявлений, а иногда даже в физических столкновениях. Так, Филиппу Киркорову Шевчук нанёс «укол» с помощью уволенного звукорежиссёра Филиппа. Вдвоём они распространили запись в Интернете с реальными звуками, которые издаёт Киркоров под фонограмму, изображая на сцене вокал. Также группа «ДДТ» поучаствовала в составлении законопроекта, регламентирующего использование фонограммы в выступлениях.
25 января 1998 года Шевчук стал одним из первых лауреатов премии Фонда Владимира Высоцкого «Своя колея», однако по личным мотивам от награды отказался.
В 1999 году издательство «Фонд русской поэзии» выпустило первую книгу стихов Ю. Шевчука «Защитники Трои», во вступительном слове к которой писатель, драматург и поэт Александр Володин написал:
Стихи и песни Ю.Шевчука многое вобрали в себя в нашем земном и небесном мире… Исступленные, пронзительные, иногда озорные строки. И мудрые — как сама жизнь. В том же 1999 Шевчук посещает Югославию с концертами в защиту её целостности, остро критикует США за бомбардировки суверенного государства. Для ЮНЕСКО Шевчук снимает репортажи об уничтоженных православных храмах в сербском крае Косово.
В 1997 году писателем Вячеславом Мироновым была написана книга под названием «Я был на этой войне», книга, описывающая реальные события проходившие на территории Чечни во время военных действий, включает в себя отрывок, содержащий описание пребывания на территории Чечни Шевчука во время проведения военных действий.

«…В нашей колонне на пятой машине едет привезённый из второго батальона лидер или солист, хрен их разберёт, группы „ДДТ“ Юрий Шевчук. Привезли его вместе с раненым начальником штаба и ещё тремя ранеными бойцами. Классный парень оказался этот Шевчук, все ожидали, что будет из себя строить недотрогу, звезду. Ни фига, простой, как три копейки, просидев три дня в подвале под обстрелом и контратаками духов вместе со вторым батальоном, по словам очевидцев, не прятался. Вёл себя как настоящий мужик, помогал раненым. Оружие ему не давали, один чёрт — слепой, как крот, да и, не дай Бог, зацепят. Но в остальном мировой парень. Якобы духам по радиостанции, когда те предложили сдаться, сказали, что у них Шевчук, так те не поверили. Дали послушать, как тот поёт, потом поговорил он с ними. Они предложили его вывезти, гарантии давали. Тот отказался. И ещё Шевчук обещал (и, как впоследствии оказалось, сделал) отправлять раненых, и не только из нашей бригады, за свой счёт и за счёт своих друзей на лечение в Германию. Он покупал им протезы, коляски инвалидные и при этом не устраивал показухи. Не было репортёров, пресс-конференций, тихо, скромно. Одним словом — Мужик…»

### 2000-е годы

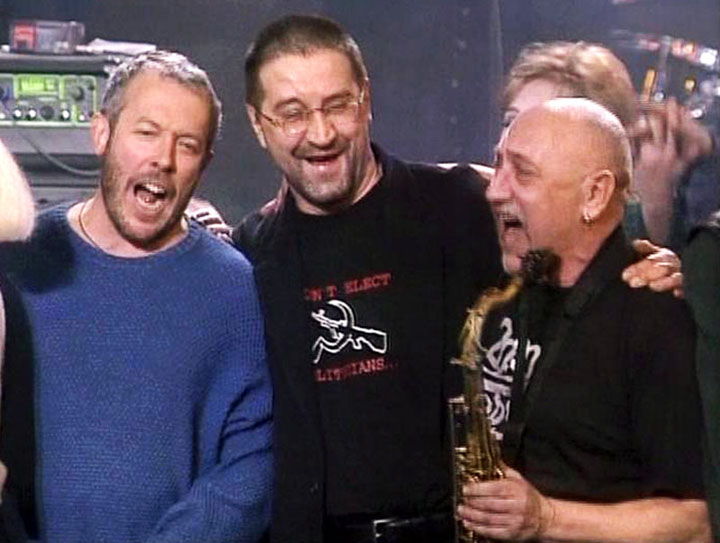
Слева направо: Андрей Макаревич, Шевчук, Михаил Чернов. Юбилейный концерт группы «Цветы», 2001

В 2000-м году грандиозным туром отмечается 20-летие группы. В 2000—2004 годах «ДДТ» гастролирует по России (концерты в Москве и Санкт-Петербурге), странам СНГ (Белоруссия, Грузия, Украина) и по всему миру (Канада, США, Швейцария, Германия, Израиль, Англия). Выпускаются диски «Просвистела» (1999), «Метель августа» (2000), сборник серии «Энциклопедия русского рока» (2000).
В 2001 году Шевчук принимает участие в записи альбома Сказка о прыгуне и скользящем группы ПилОт. Его роль в создании этого альбома очень велика, так как читаемые им эпизоды имеют основополагающее значение для понимания философии ПилОта и Ильи Чёрта, солиста этой группы.
Шевчук традиционно тяжело принимает любую власть, и она отвечает ему тем же. Так, после отмены рок-фестиваля, приуроченного к 300-летию Санкт-Петербурга, Шевчук, который много сделал для его организации, грустно пошутил, что если бы он вышел с гитарой от имени группы «Любэ», то имел бы больший вес в глазах президента. Кроме того, Шевчуку практически не предоставляют эфира на центральных телеканалах ни для интервью, ни для трансляции концертов или показа клипов, по сравнению с 90-ми годами XX века, когда Первый канал почти каждые три месяца показывал знаменитый концерт на Дворцовой площади Санкт-Петербурга (1993).
Шевчук довольно обособленно стоит от многих рок-фестивалей, однако регулярно участвует в фестивале авторской песни и выступает отдельно от группы. Так в 2002 году он принял участие в 29-м Грушинском фестивале, где на главной сцене фестиваля — Гостином дворе состоялся импровизированный концерт «группы» в составе: Шевчук — гитара, вокал; Михаил Махович — мандолина; Андрей Баранов — гитара; Тимур Ведерников — гитара; Сергей Войтенко — баян; Эдуард Двухимённый — контрабас; Антон Чердакли — домра. В 2007 году Шевчук снова побывал на Грушинском фестивале (34-м) на Фёдоровских лугах под Тольятти.
2000-е годы ознаменовали новый этап в творчестве «ДДТ»; на альбомах «Единочество 1, 2», (2002—2003), «Пропавший без вести» (2005) звучание группы утяжеляется, смещается в сторону индастриала, тогда как «Прекрасная любовь» (2007) выдержана в стилистике авторской песни. К участию в записях некоторых песен привлекаются нехарактерные для рок-музыки исполнители народных песен, духовые инструменты. Поднимаются глубокие темы современного общества, ничтожность и величие человека в мире, любовь к жизни, религиозные мотивы, а также политические мотивы.
В 2003 году Шевчук принял участие в записи песни «Попса», вошедшей в «Чартову дюжину» и вызвавшей широкий резонанс в обществе. Песня позже исполнялась на концертах группы «ДДТ».
В 2006 году Шевчук оставляет свой след в музыке стиля хеви-метал, принимая участие в записи песни «Воля и Разум: 20 лет спустя» сингла «Чужой» группы «Ария».
Выступавший в 1990-е в Чечне Шевчук отказался от участия в рок-фестивале «Феникс» в Грозном. Он сообщил, что не намерен участвовать в мероприятии, которое «попахивает политическим пиаром».
В 2004 году во время «Оранжевой революции» выступил на Майдане независимости в Киеве.

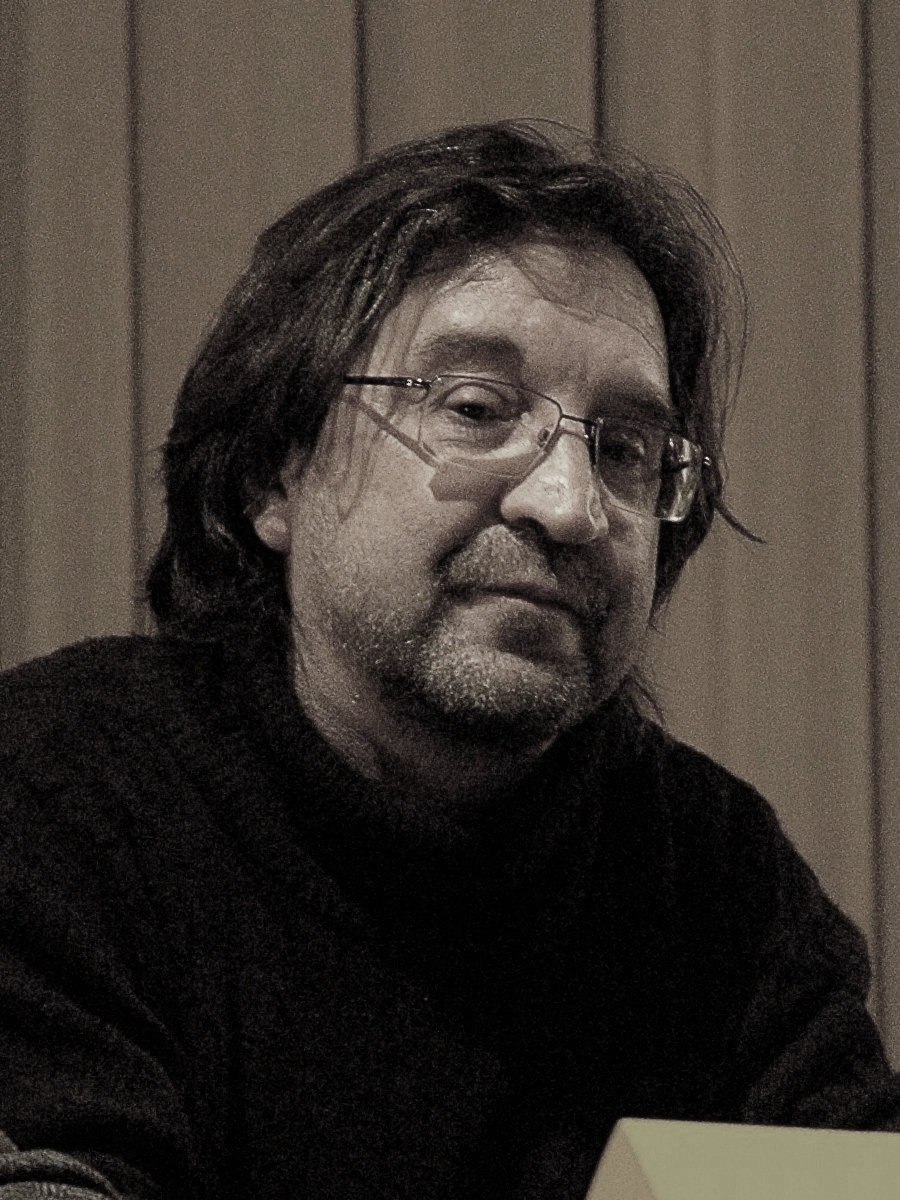
Шевчук на круглом столе «Власть и культура: повестка 2008», 15 марта 2008 (Дом Архитектора, Санкт-Петербург)

В 2007 году Шевчук стал лауреатом российской премии «Триумф» за выдающиеся достижения в области литературы и искусства. Все полученные от награды средства он пожертвовал военнослужащим, пострадавшим в ходе чеченских войн.
31 августа 2007 года после концерта в Новосибирском Доме культуры железнодорожников Юрий Шевчук заявил, что все радиостанции, к которым он обращался, отказались «крутить» 4 песни из последнего альбома «Прекрасная любовь», кроме радио «Шансон», которое согласилось включать только песню про генерала ФСБ, и то с 3 до 5 часов утра. Певец объяснил это цензурой:

Цензура в мозгах, конечно, расцвела пышным цветом. Причём им даже ещё никто не угрожал, не звонил из Кремля, а они уже все боятся.
— НГС Релакс, 2007
3 марта 2008 года Шевчук выступал на акции протеста против фальсификаций результатов президентских выборов «Марш несогласных» в Санкт-Петербурге. Музыкант заявил, что принял участие в «Марше», так как «не осталось выбора».
8 июня 2008 года Шевчук выступил на круглом столе в рамках Петербургского экономического форума «Что такое Россия? Разговор на неэкономическом языке». Шевчук обнародовал статистику — с 2003 года в Санкт-Петербурге снесено около 100 памятников. Лидер «ДДТ» также подчеркнул, что «нельзя возвращаться назад — нужна борьба мнений, а не единая „Единая Россия“».
24 и 26 сентября 2008 года прошли концерты «Не стреляй!» в Москве и Санкт-Петербурге, посвящённые антивоенной тематике и поездке Шевчука в Цхинвал, где он как всегда жёстко и бескомпромиссно высказал своё отношение к последним событиям на Кавказе.
В конце декабря 2008 года музыкант выпустил свой сольный альбом «L’Echoppe (Ларёк)», записанный за год до этого в Париже.
Летом 2009 года вышла вторая книга стихов Шевчука «Сольник».

### 2010-е годы

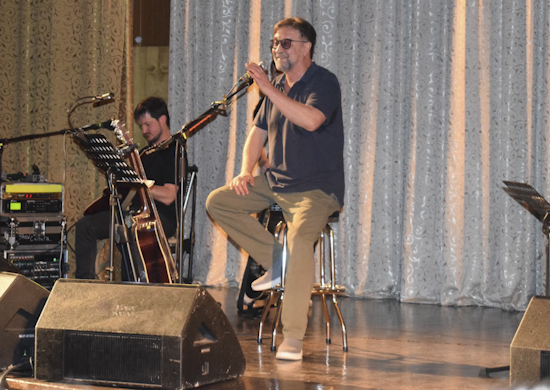
Выступление для военнослужащих российской авиабазы Кант в Кыргызстане, 2019

25 августа 2010 года выступил на сцене БСА Лужники в Москве дуэтом с вокалистом группы U2 Боно, исполнив композицию «Knocking on Heaven’s Door».
25 июля 2011 года в рейтинге «50 главных российских знаменитостей» журнала «Forbes» занимает 45 строчку с доходом $1 млн. Позже Шевчук опроверг данные журнала.
Весной 2012 года в ряде сибирских городов (Кемерово, Юрга, Тюмень, Омск) были сорваны концерты ДДТ.
В 2013 году в Финляндии в преддверии концертов ДДТ была выпущена книга стихов Шевчука «Joka kevät minä kuolen» (рус. «Умираю каждою весной»).

### 2020-е годы
В июле 2023 года в соавторстве с композитором и продюсером Дмитрием Емельяновым выпустил антивоенный альбом «Волки в тире», все девять песен с которого были написаны после начала полномасштабного вторжения России на Украину 24 февраля 2022 года.
В сентябре 2023 года перенёс инфаркт миокарда. В январе 2024 отправился в тур вместе с группой.

## Общественная деятельность

### В политике
На президентских выборах 1996 года отказался агитировать за Бориса Ельцина.
В 2000 году поставил свою подпись под коллективным обращением деятелей культуры к президенту России против использования музыки старого советского гимна в качестве нового гимна России.
Неоднократно выражал несогласие с властью (в частности, принимал участие в «Марше несогласных»). 7 марта 2010 года во время концерта в Олимпийском в обращении к залу произнёс речь с резкой критикой существующей власти, шоу-бизнеса и других рок-музыкантов. В частности, осудил преследование Ходорковского. Ранее Шевчук посетил Хамовнический суд Москвы, где пожелал Михаилу Ходорковскому и Платону Лебедеву скорейшего освобождения.
В конце мая 2010 года на встрече артистов и музыкантов в Михайловском театре Санкт-Петербурга Шевчук спросил премьер-министра Владимира Путина, есть ли у того в планах действительно серьёзная, искренняя, честная либерализация, демократизация настоящей страны и будет ли следующий марш несогласных разгоняться. Путин ничего конкретного не ответил, а марш несогласных был разогнан. Вопрос Путина Шевчуку: «А как вас зовут, извините?», превратился в популярный мем. 30 августа 2010 года в интервью газете «Коммерсантъ» Путин подтвердил, что не знал, кто такой Юрий Шевчук. Некоторыми изданиями было доказано, что Путин не мог не знать о том, что рядом с ним находился Шевчук. Предчувствуя провокационный вопрос Юрия, он просто использовал против него один из приёмов КГБ, сбивающий собеседника с толку. Даже если предположить, что Путин никогда не слышал группу «ДДТ», он не мог не знать имени своего собеседника, так как перед встречей помощники предоставляют главе правительства досье на каждого из её участников. Ко всем остальным присутствующим Владимир Владимирович обращался по имени-отчеству. Помимо этого, перед всеми участниками дискуссии на столе стояли таблички с именами и фамилиями.
Кроме того, в своём интервью Шевчук подтвердил информацию, что накануне встречи ему действительно звонили из правительства и предупредили о том, какие вопросы можно задавать.

— Вы сказали Путину, что вам звонил один из помощников премьер-министра и просил не задавать острых вопросов. Путин сказал, что это — провокация.
— Это он отшутился. На что я ответил, что, наверное, какой-то чудак пошутил. На самом деле, я думаю… А что тут думать, если я разговаривал полчаса, и мне объясняли, какие вопросы не задавать.
10 октября 2010 года в Интернете начался сбор подписей в поддержку участия Шевчука в президентских выборах 2012 года. Однако сам Шевчук об этом высказался так: «Я слышал об этом (сборе подписей). Я думаю, что они все ошибаются. Страна не готова к моему президентству. Надо подождать».
Но уже через пару дней (12 октября) позиция Шевчука претерпела изменение:
Могу и в президенты пойти, мне пофиг. <…> Я, конечно, совершенно не политик, но если больше некому — то я могу стать и президентом, ну что делать. <…> Политика? Некоторые люди не понимают — это абсолютно не моё. Но когда в стране пожар, то что-то надо делать, гражданское в себе как-то будить… Главное, чтобы страна стала светлой, и тут что-то шевельнулось в добрую сторону.
В августе 2010 года Шевчук выступил перед собравшимися на митинге в защиту Химкинского леса на Пушкинской площади в Москве. Изначально планировалось полноценное выступление, мэрия Москвы согласовала митинг, однако полиция не пустила звукоусилительное оборудование. По словам Шевчука, на митинг не пропустили даже музыкантов группы ДДТ с гитарами и в итоге пройти смог лишь он один с акустической гитарой и сыграл несколько песен.
13 октября 2010 года президент Дмитрий Медведев встретился с известными рок-музыкантами. Шевчук на эту встречу приглашён не был. Один из организаторов, Вадим Самойлов, объяснил, что Шевчук занимает «достаточно подростковую, нонконформистскую позицию, а на подобных встречах всё-таки нужно стремиться к диалогу».
В феврале 2011 года Шевчук принял участие в благотворительной акции, инициированной национал-большевиком, участником проекта «Союз Заключённых» Максимом Громовым «Дети политзаключённых современной России», суть которой состоит в том, что дети политзаключённых фотографируются с известными людьми, потом фотографии отправляются в тюрьмы и лагеря для поддержки морального духа адресатов. По мнению Громова, подобные фотографии не просто укрепляют духовно политзаключённых, но и даже облегчают жизнь. Шевчук принял участие в акции дважды: с дочерью екатеринбургского правозащитника, автора фильма о пытках в тюрьмах «Территория пыток или педагогический опыт» Алексея Соколова и Катриной, дочерью Таисии Осиповой, приговоренной к восьми годам по обвинению в сбыте наркотиков.
Выборы в Государственную думу 4 декабря 2011 года Шевчук проигнорировал.
В марте 2014 года Шевчук высказался против аннексии Крыма и вторжения российских войск на Украину. В мае опубликовал статью, в которой осудил радикализм, военные действия, приведшие к гибели людей в Киеве, Славянске и Одессе, а также призвал к миру все противоборствующие стороны конфликта. 18 июня на московском концерте в Зелёном Театре Шевчук объявил, что весь гонорар от концерта будет передан в фонд Доктора Лизы для помощи пострадавшим жителям Донбасса. Свой поступок музыкант объяснил глубоким переживанием за судьбу людей, ставших жертвами военных действий:
Я каждый день просыпаюсь в восемь утра и читаю про Донецк, уже как заведённый. Сволочи… мне людей жалко! Я был на четырёх гражданских войнах, сейчас пятая, куда? Сколько можно?!Шинковская, 2014
Шевчук также выразил готовность выступить с концертом мира для жителей Юго-Востока Украины, как только утихнут боевые действия.
В 2017 году поддерживал предвыборную кампанию кандидата Алексея Навального, высказывал сожаления о его недопуске на президентские выборы. Однако позже заявил, что не станет игнорировать эти выборы, но не признался, за какого оппозиционного кандидата отдаст свой голос.
В 2019 году высказался в поддержку журналиста Ивана Голунова. Принял участие в поэтическом перформансе Мирона Фёдорова «Сядь за текст» в поддержку фигурантов Московского дела.
Подписал опубликованное 25 ноября 2020 года открытое «Письмо священников и мирян к христианам Беларуси» в поддержку белорусов, подвергающихся насилию за участие в мирных протестах.
24 февраля 2022 года, в связи с полномасштабным российским вторжением на Украину, Шевчук заявил:

Огромная трагедия, которая многих из нас лишает будущего. Я в шоке, переживаем, ночей не спим, смотрим новости, созваниваемся с друзьями, наверное, так же, как все жители Украины и России. Что нам делать? Делать, что должно, и будь, что будет. Мы так считаем: говорить о мире с людьми, где только возможно. Говорить спокойно, без истерики, потому что время такое пришло. Это очень важно. Всем миром — мир.

В марте 2022 года на официальном YouTube-канале группы «ДДТ» был опубликован видеоклип песни «Где я». Видео начинается с текстов из Евангелия от Матфея: «Блаженны скорбящие, ибо будут они утешены. … Блаженны милосердные, ибо будут они помилованы. …Блаженны гонимые за правду, ибо их есть Царствие небесное». Заканчивается клип кадрами бомбардировок Мариуполя, Харькова и Бородянки Киевской области.
18 мая 2022 года на концерте в Уфе Шевчук сделал следующее заявление:

И сейчас убивают людей на Украине зачем? Наши пацаны там гибнут зачем? Какие цели, друзья? Какие цели опять? Опять гибнет молодость России и Украины. Гибнут старики, женщины, дети ради каких-то наполеонских планов очередного нашего цезаря, да? Родина, друзья, — это не жопа президента, которую надо все время мусолить, целовать. Родина — это бабушка нищая на вокзале, продающая картошку. Вот это родина.

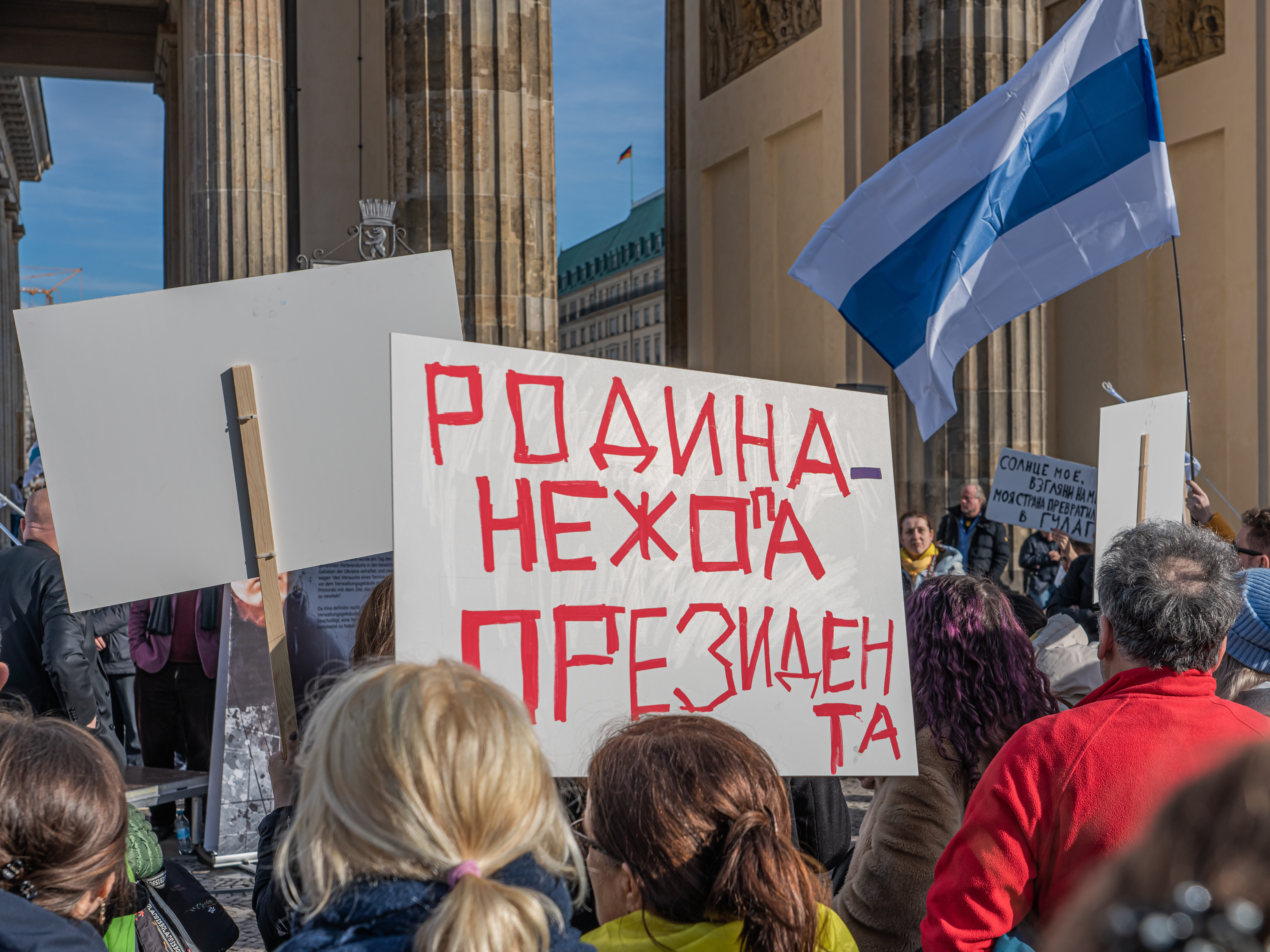
Плакат «Родина — не жопа президента» на антивоенном митинге россиян в Берлине, февраль 2024

Аудитория встретила эти слова продолжительными аплодисментами и одобрительными возгласами. После концерта в гримерку Шевчука пришла полиция и в течение часа вела с ним беседу. Полицейские сначала хотели задержать Шевчука, но потом составили и дали ему на подпись протокол об административном нарушении за дискредитацию вооружённых сил России. 30 мая, в сети появилась информация, что Дзержинский районный суд Санкт-Петербурга вернул составителям материалы дела, так как в протоколе «отсутствует указание на то, в чём именно выразились публичные призывы к воспрепятствованию использования Вооружённых сил в целях защиты интересов России и её граждан». 16 августа уфимский суд оштрафовал Шевчука на 50 тысяч рублей, постановив, что Шевчук своими вопросами, заданными во время выступления, «призывал зрителей давать оценку событиям, происходящим на Украине, побуждал сомневаться относительно целей нахождения ВС РФ при осуществлении специальной военной операции».
В интервью Катерине Гордеевой, вышедшем 12 июля 2022 года, Шевчук заявил, что считает себя анархистом и пацифистом, идеологически симпатизирует Петру Алексеевичу Кропоткину. В том же интервью Шевчук признался, что все деньги за все 10 концертов, которые он сыграл с начала полномасштабной войны, были перечислены в помощь украинским беженцам.
В феврале 2023 года на официальном YouTube-канале группы «ДДТ» был опубликован видеоклип песни «Родина, вернись домой»: текст был написан летом 2022 года, через несколько месяцев после начала вторжения. В песне Шевчук призвал свою страну прекратить войну с Украиной и решать свои собственные внутренние проблемы.
В январе 2024 года выступил в поддержку кандидата в президенты России Бориса Надеждина. 3 мая 2024 года на концерте «ДДТ» в Дубае Шевчук сказал об исторических концепциях: «Первая — это то, что вначале всё было хорошо, а потом всё хорошее заканчивается полной хернёй. А вторая концепция, что вся эта лажа заканчивается какой-то там революцией, чем-то хорошим. Я придерживаюсь второй точки зрения. И вам предлагаю». В интервью Галине Юзефович от 5 ноября 2024 года он заявил, что сам решил не выступать в России в отличие от других артистов, которые выбрали петь. Его решение молчать не продиктовано выбором «сверху», «потому что я со многим не согласен, что сейчас творится. Мне очень важно со своей совестью быть в ладах. Те условия, которые нам поставили, ради того, чтобы выступать… Я на этот договор пойти не могу, расписаться кровью не могу, нет. Я не Фауст». По словам Шевчука, в России есть «новые тихие», незаметно занимающиеся добрыми делами и не идущие на баррикады, а также «клоуны апокалипсиса» — сторонники ядерной войны и сексуальные маньяки. Когда началось вторжение на Украину, лидер «ДДТ» перечитал книгу «Мефистофель» Клауса Манна.
В феврале 2024 года, во время выступления на концерте в Астане, посвятил песню «Свобода» памяти Алексея Навального.

### В культуре
Выступает против сноса исторических зданий Санкт-Петербурга, собирает информацию по утраченным в последние годы памятникам архитектуры (в частности обнародовал статистику во время экономического форума, см. выше). Является противником современной российской популярной музыки, считая её бездуховной.
Имя Шевчука значится в списке персоналий в Проекте концепции единого учебника по отечественной истории, представленном в октябре 2013 года.
В 2007—2009 гг. озвучил документально-исторический сериал «История государства Российского», созданный на основе одноимённого труда Н. М. Карамзина.

### Благотворительность
Согласно заявлениям Чулпан Хаматовой, Шевчук «был у истоков настоящего (не формального, а настоящего) зарождения фонда „Подари жизнь“. Он был нашим плечом, нашим костылём, при помощи которого мы научились ходить в ту тяжёлую пору, когда почти все говорили нам, что это бесперспективная история».

## Семья и личная жизнь
Отец — Юлиан Сосфенович Шевчук (21 сентября 1924 — 6 января 2013), украинец. Родился в селе Лабунь (сейчас Новолабунь) — село в Полонском районе Хмельницкой области Украины. Участник Великой Отечественной войны. В 1942 году окончил школу лейтенантов и ушёл на фронт. Приказом от №: 1/н от: 29.02.1944 года по 19 оиптабр РГК старший сержант Шевчук Ю. С. награждён орденом Красной Звезды за устранение повреждений линий связи командования полка с окруженной батареей во время боя под огнём танков противника и неоднократные прорывы сквозь кольцо противника с устными приказами командира полка. Приказом по 338-му истребительно-противотанковому артиллерийскому полку 3-го Украинского фронта №: 18/н от: 16.05.1944 года комсорг полка Шевчук Ю. С. награждён медалью «За боевые заслуги» за то, что во время удержания днестровского плацдарма, заменив раненного командира орудия, отразил танковую атаку противника. Войну закончил в Вене. Вступил в КПСС, стал госслужащим, занимал руководящие должности. С 1970 года проживал в Уфе. Возглавлял отдел в Министерстве торговли БАССР. В 1985 году был награждён орденом Отечественной войны 1-й степени. Дед и бабушка по отцу — Сосфен и Мария были высланы в Колымский край с Украины вместе с пятью детьми. В живых оставалось только двое, в том числе Юлиан Шевчук. 6 января 2013 года скончался в своей квартире в Уфе. 8 января 2013 года похоронен на Уфимском кладбище.
Мать — Фания Акрамовна Гареева (20 мая 1925 — 9 августа 2019), татарка. Награждена медалью «За доблестный труд в годы Великой Отечественной войны» и знаком «Почётный полярник». Дед и бабушка по матери — Акрам и Талига Гареевы. Дед переехал в Заполярье, возможно, чтобы избежать репрессий. Через какое-то время к нему приехала жена с детьми. Прадед и прабабушка (по бабушке) Амударис и Навтуха, жители посёлка Муртазино в 60 километрах от Уфы. Прадед был очень набожным мусульманином, по некоторым сведениям был муллой. Репрессирован в 1930-е годы, дальнейшая судьба неизвестна.
Мой прадед был муллой и был расстрелян за свои убеждения в 37 году. Он был настоящий мулла, великолепно говорил по-арабски, преподавал в медресе. И мой дед Акрам великолепно знал арабский, и бабка Талига. И дед мой Акрам имел древнейший Коран, который он передал по наследству мне и который стоит у меня на книжной полке рядом с Библией. Вот для меня что такое мусульманство и татары. Это мои предки, моя кровь. Это очень много для меня…
Жена — Эльмира Шамильевна Бикбова (30 мая 1967 — 13 марта 1992), уроженка Уфы. Скончалась в возрасте 24 лет от опухоли мозга. Похоронена на Волковском кладбище.
Сын — Пётр (род. 1987), которого Шевчук воспитывал в одиночку. Позже Пётр поступил в Кронштадтский Морской кадетский корпус, служил в морской пехоте, играет техно под псевдонимом DJ Pete, делает сайты и приложения для мобильных. Сын Фёдор (род. в сентябре 1997) — от актрисы Марьяны Полтевой.
Фактическая супруга — Екатерина Георгиевна Дятлова (по другим данным — Грабовская), по образованию медик. Вместе с 2004.
Сестра — Наталья, брат — Владимир.

## Отношение к религии и взаимодействие со структурами Московской патриархии
Религиозные мотивы занимают значительное место в творчестве Юрия Шевчука. Он исповедует православие, однако достаточно критически относится к совмещению политики и Церкви и осуждает религиозный фанатизм.

…И многие фанатики — и религиозные и политические — они больше, как писал Бердяев, они верят больше в сатану, чем в Бога. Потому что они почему-то не верят в человека. Потому что они думают, что человек инакомыслящий он пойдёт не той дорогой, он не тех выберет. Он не будет жить так, как положено. Понимаете? И поэтому я, конечно, как человек верующий в силы добра, я думаю, что они гораздо больше, чем силы зла…

…Церковь — это образ, и когда этот образ начинает, я ещё раз говорю, образ начинает включать политику, — это чудовищно просто. Это всё кончается кострами инквизиции. А церковь для меня… я вот пришёл к вере в те годы, 70-е, когда церковь была в полном загоне. Когда я, чтобы прийти на Пасху, будучи хипаном, волосатым таким, — и я попадал в милицию просто. Потому что там мели так же, как сейчас на «маршах несогласных», если ты к храму просто подошёл. Вы вспомните. Вот эти комсомольские дружинники и так далее, и быть верующим и ходить в храм Божий — это было страшно революционно…

…То, что некоторые бюрократы от РПЦ пытаются на образ Божий наложить политическую кальку какую-то, за Путина, против Путина, — это бред собачий. Церковь — это вообще «над-», и вера — над политикой. Это совершенно не касается политики. Церковь — это любовь и терпение.

В 2004 году был снят 10-серийный фильм об истории Русской церкви «Земное и небесное» . Ведущим 7-го фильма «Без Патриарха» стал Шевчук.
14 апреля 2006 года, в канун Лазаревой Субботы, в Отделе внешних церковных связей постоянный член Священного синода митрополит Смоленский и Калининградский Кирилл (Гундяев) встретился с православными рок-музыкантами, в числе которых был Шевчук.
С 29 апреля по 29 мая 2008 года проходил Всеукраинский концертный тур, приуроченный к празднованию 1020-летия Крещения Руси, охвативший 18 городов страны, от запада к востоку. В миссионерском туре принимали участие группы: «С. К. А. Й.» (Тернополь), «Братья Карамазовы» (Киев) и «ДДТ» (Санкт-Петербург), а также священнослужители и богословы. Всю поездку музыкантов сопровождает диакон Андрей Кураев, чьи выступления можно услышать в каждом городе как на концертах, так и на его собственных лекциях. Деятельность музыкантов была высоко оценена митрополитом Киевским и всея Украины Владимиром (Сабоданом), который наградил участников миссионерского рок-тура орденами Украинской православной церкви «1020 лет Крещения Киевской Руси».
В 2009 году священник Днепропетровской епархии Евгений Максименко записал совместный альбом с группой «ДДТ». В альбом, который получил название «Ныне отпущаеши», вошли семь произведений. Это стихотворения протоиерея Евгения Максименко, положенные на музыку группой Юрия Шевчука.

## Критика
Журналист Максим Кононенко крайне негативно отозвался о песнях Шевчука, выпущенных после 1993 года. По его мнению, в этих песнях есть социальный протест, но нет художественной ценности: «Юрий Шевчук более не поёт — он вещает. Несёт миру свою мысль, и мысль эта проста: „Петь под фанеру плохо, а кто так делает, тот дурак“. Ну а как ещё можно объяснить патологическую зацикленность Юрия Юлиановича на Филиппе Бедросовиче Киркорове? То он за деньги покупает у бывшего звукорежиссёра Киркорова снятый с микрофона задыхающийся вокал Филиппа Бедросовича во время выступления под фанеру. И потом выкладывает купленное в Интернет. То он устраивает драку с Киркоровым в лобби-баре питерской гостиницы „Европейская“. То пишет чудовищную в своей пошлости песню „Фонограммщик“, которую и песней-то назвать стыдно».
Алексей Мажаев подчеркнул, что Шевчук — это Солженицын от музыки. Они свято верят в то, что их мнения по вопросам мироздания крайне важны для сограждан. Миссия Шевчука с Солженицыным заключается в том, чтобы напряжённо думать об Отечестве, рок-н-ролле, президенте, культуре и многом другом — и выдавать сформулированные рецепты. Александр Исаевич и Юрий Юлианович уверены, что сограждане только и ждут их слова — чтобы воплотить его и зажить справедливо и спокойно: обустроить Россию, простить евреев, перестать слушать «Танцы Минус». Однако, население всё реже оправдывает ожидания мэтров. «Наш НеФормат» пишет, что «Время» Шевчука казалось привлекательнее, «Время» «Первого канала» оказалось жизнеспособнее. «Музыкант Юра никак не хотел этого ни понять, ни принять — он продолжал ходить с гитарой наперевес и, улыбаясь в бороду деда Мазая, приговаривал: „Ребятушки, давайте жить дружно“».
Роман Сенчин обратил внимание, что «ДДТ» группа авторитарная, она ассоциируется только с одним человеком — Шевчуком, единственным автором текстов и мелодий, а также идеологом. Журналисты говорили, что он как художник привнёс в рок краски живописца, остроту графика. Но Шевчук не художник, не поэт и не рок-музыкант, а в первую очередь гражданин, публицист, взявший форму рок-музыки для того, чтобы высказывать свои мысли, наблюдения, критиковать, обличать, озвучивать манифесты. Интересно, что у него почти нет лирического героя из песен Майка Науменко, Виктора Цоя, Армена Григоряна, Петра Мамонова, Бориса Гребенщикова, Константина Кинчева. Шевчук явно недолюбливает «я», ему ближе «мы», «он», «ты». Он предпочитает петь или от лица кого-то, или же о ком-то.
Константин Кинчев так охарактеризовал протестную деятельность: «Чем рискует Шевчук? На него начнутся какие-то гонения? Да он только того и ждёт, чтобы сейчас „ДДТ“ начали закрывать, притеснять. Это же даст ему колоссальный импульс для написания новых песен. Потому что у него „хищная муза“, ему нужно постоянно находиться в гуще проблемных ситуаций, чтобы её питать. Он заложник своей музы, и я могу по-человечески пожалеть Юрия Юлиановича».
Андрей Макаревич неоднократно критиковал Шевчука: «Мне не близко то, что он говорит. Потому что сводить все функции музыки исключительно к социальным месседжам это как-то её принижать и обеднять».
Дмитрий Чёрный в открытом письме 2004 года обвинял Шевчука в том, что его песни и размышления о свободе и демократии «благословили на разрушительное дело капитализм — регресс в социалистическом обществе, невиданный страной социально-экономический коллапс». По словам Чёрного, если в 1980-х годах Шевчук искренне боролся с партией и КГБ, что было гораздо интереснее «сторожевых псов бесцельной, утопшей в бесконечных ревизиях» власти, то позже он невольно выполнял функцию «пятой колонны», клеймил идею социализма и принижал лучшие достижения советской культуры, став антисоветчиком и антикоммунистом в рок-музыке. Его творчество оказалось ближе для «толстых», а билеты на концерты слишком дорогими для фанатов с окраин. Все откровения и имидж лидера «ДДТ» напоминали «Born in USA» Брюса Спрингстина. Поэтому Шевчук не выступил на одной сцене с Егором Летовым и не был услышан поколением, воспитанным на «Солнцевороте» и «Невыносимой лёгкости бытия» «Гражданской обороны».
Гуру Кен считает, что такому артисту, как Шевчук, для ощущения жизни нужны катаклизмы и революции. Тогда он станет трибуном и найдёт нужные и очень важные слова для каждого человека. Когда этого нет — Шевчук как атомная бомба, которую применить нельзя. В таком случае он «задыхается в обывательском шоппинге и не находит правильных слов для парня из Урюпинска, живущего на 15 тысяч зарплаты и регулярно голосующего за Путина, потому что „других же нет“».
Вадим Курылёв высказался об отношениях с Шевчуком следующим образом: «Чтобы считаться другом Юры, надо быть космонавтом, героем-афганцем или бандитом-романтиком. Душевные хлюпики с гитарами никогда не пользовались у него авторитетом. Например, другом Юра считает Кузьминского, известного диссидента-философа, Диогена русской литературы, заброшенного судьбой в американскую глубинку. Куда мне тягаться с такими персонажами за право быть другом Шевчука. Я на это никогда и не претендовал. Если ты не разделяешь хотя бы тотального направления его творческих чаяний, то не можешь вызвать в нём симпатию, достаточную для хороших отношений. Или надо быть техником».

## Сольная дискография
Помимо творчества вместе с группой, Шевчук издал несколько собственных сольных альбомов:
- 1985 — «Москва. Жара» (+ Сергей Рыженко, запись 1985 года)
- 1995 — «Кочегарка» (+ Александр Башлачев, запись 1985 года)
- 2001 — «Два концерта. Акустика» (запись 1997 года)
- 2008 — L’Echoppe (+ Константин Казански)
- 2023 — «Волки в тире» (+ Дмитрий Емельянов)
- 2024 — Вышли мне строчку (feat. Михаил Сегал)

Также участвовал в записях других исполнителей:
- 1998 — группа «Краденое Солнце» — альбом «Краденое солнце (музыкальная сказка)» — медведь.
- 2001 — группа «Пилот» — альбом «Сказка о Прыгуне и Скользящем» — текст от автора.
- 2003 — проект «Рок-группа» — альбом «Попса» (вокал).
- 2006 — группа «Ария» — сингл «Чужой» — песня «Воля и разум: 20 лет спустя» (вокал).
- 2020 — группа Lumen — альбом «Покажите Солнце» — песня «В бой»
- 2021 — Андрей Рост — альбом «В полный рост» — песня «Связной»

## Работы в кино

### Актёрские работы
Художественные фильмы и сериалы
- 1988 — «Публикация» (реж. Виктор Волков) — камео (вместе с группой ДДТ)
- 1990 — «Духов день» — Иван Христофоров
- 1990 — «Город» — камео
- 1996 — «Русский проект» — камео
- 2002 — «Вовочка» — Александр Сергеевич, алкоголик
- 2005 — «Атаман» — камео, певец в подземном переходе (16 серия)
- 2007 — «Антонина обернулась» — Аркаша, пациент психиатрической клиники
- 2008 — «Батюшка» — сельский врач
- 2011 — «Жила-была одна баба» — Ишин, командир повстанческого отряда

Документальные фильмы
- 1986 — «Я получил эту роль» (реж. М. Мельниченко)
- 1987 — «Рок» (реж. Алексей Учитель)
- 1988 — «Игра с неизвестным» (реж. Пётр Солдатенков)
- 1989 — «Лимита» (реж. Е. Головня)
- 2002 — «Время ДДТ» (реж. В. Бледнов)
- 2006 — «Костя и мышь»
- 2006 — «Посольская церковь» (реж. Алексей Лушников)
- 2006 — «Свобода по-русски» (реж. Андрей Смирнов)
- 2007 — «Рок-версия событий» (реж. Генрих Зданевич)
- 2012 — «Небо под сердцем» (реж. Виктория Каськова)
- 2018 — «Юра музыкант» (реж. Павел Селин)

Также участвовал в качестве ведущего в многосерийном телевизионном фильме «Земное и небесное», посвящённом истории Русской православной церкви.
В 2007 году Шевчук озвучил 500 серий исторического проекта «История государства Российского» («ТВ Центр»).

### Музыка к фильмам
Шевчук записал песни к фильмам:
- 1990 — «Духов день»
- 1990 — «Ночь длинных ножей»
- 1994 — «Русский транзит»
- 1998 — «Кто, если не мы»
- 2002 — «Азазель»
- 2002 — «Ледниковый период»
- 2002 — «Вовочка»
- 2004 — «Господа офицеры»
- 2004 — «Дальнобойщики-2»
- 2006 — «Поцелуй бабочки»
- 2007 — «Антонина обернулась»
- 2007—2009 — «Группа Zeta»
- 2008 — «Батюшка»
- 2009 — «Отставник» (2009);
- 2010 — «Одиночка»
- 2011 — «Generation П»
- 2011 — «Ключ саламандры»
- 2013 — «Географ глобус пропил»

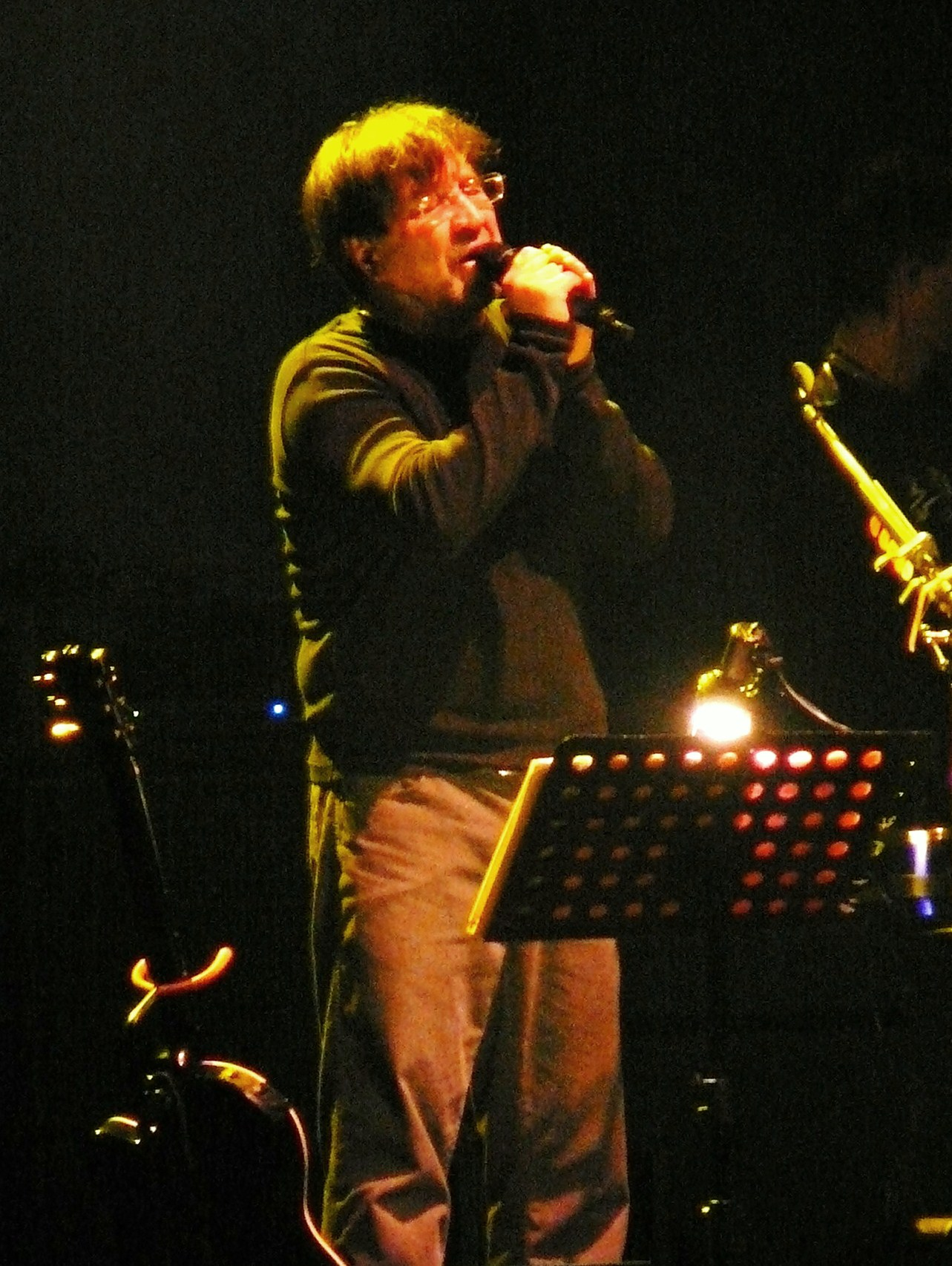
Шевчук на концерте в Казани, 16 декабря 2011

В фильме «Брат 2» Юрий Шевчук отказался участвовать, охарактеризовав его впоследствии как «чудовищное, ужасное, отвратительное националистическое культовое кино», хотя плакаты группы «ДДТ» несколько раз в нём встречаются, а главный герой фильма, Данила Багров, упоминает группу, наравне с группой «Наутилус Помпилиус», в числе любимых.

## Заслуги, достижения и награды
Шевчук был награждён:
- Медалью МЧС России «Участнику чрезвычайных гуманитарных операций»
- Знаком отличия МВД «Серебряный Крест»[133]
- Наградным знаком «Участник боевых действий в Чечне»[133]
- Медалью «За ратную доблесть» ВООВ «Боевое Братство»[133]
- Знаком «Мастер», международного фестиваля искусств «МАСТЕР КЛАСС»
- Титулом «Лучший рок-певец года», фестиваля «Белые ночи Санкт-Петербурга», проходившего в Берлине в 1994 году
- Орденом Украинской православной церкви Святого апостола Андрея Первозванного (2012)[134]
- 16 января 2010 года был вручён диплом с присвоением имени астероиду № 212924 Юрий Шевчук.

Шевчук является лауреатом конкурсов и премий:
- лауреатом конкурса «Золотой камертон» (1982)
- лауреатом премии газеты «Московский комсомолец»
- лауреатом художественной премии «Петрополь» (1999)
- лауреатом Царскосельской «Художественной премии» за вклад в развитие российской поэзии и рок-культуры. (2000)
- лауреатом премии «Синие страницы. Человек года — 2002» в области музыки
- народным артистом Республики Башкортостан (18 сентября 2003)
- лауреатом Российской независимой премии за выдающиеся достижения в области литературы и искусства «Триумф» 2007
- лауреатом премии Московской Хельсинкской группы за защиту прав человека средствами культуры и искусства (2009)
- лауреатом премии Луиджи Тенко в Санремо за внесение значительного вклада в написание авторских песен за рубежом (2022)

### Интервью
- Юрий Шевчук: «Я в душе спартанец… Нас триста, а их легион» : радиопередача. — Эхо Москвы : радиостанция.
- ДДТ «Не стреляй» : радиопередача. — Эхо Москвы : радиостанция.
- Юрий Шевчук: Родина не имеет отношения к «Единой России»
- Книга Юрия Шевчука «Сольник»
- Юрий Шевчук: «рок-музыка — это когда не всё хорошо»
- Юрий Шевчук: «Меня в этой стране ничего уже не удивляет» : интервью. — Новая неделя : газ. — 2013. — Ноябрь.
- В гостях у Ивана Юрий Шевчук (02.03.2017) — Вечерний Ургант.
- Шевчук – о батле с Путиным и войне в Чечне — вДудь. — 2017. — 7 декабря.
- Полное интервью Юрия Шевчука — Редакция. 2020. — 9 января.
- Юрий Шевчук: «Родина, вернись домой» — Скажи Гордеевой. — 2022. — 12 июля.
- "Один день" с Юрием Шевчуком. — 1999. — 25 сентября.